# Kaki (couleur)
Pour les articles homonymes, voir kaki (homonymie).

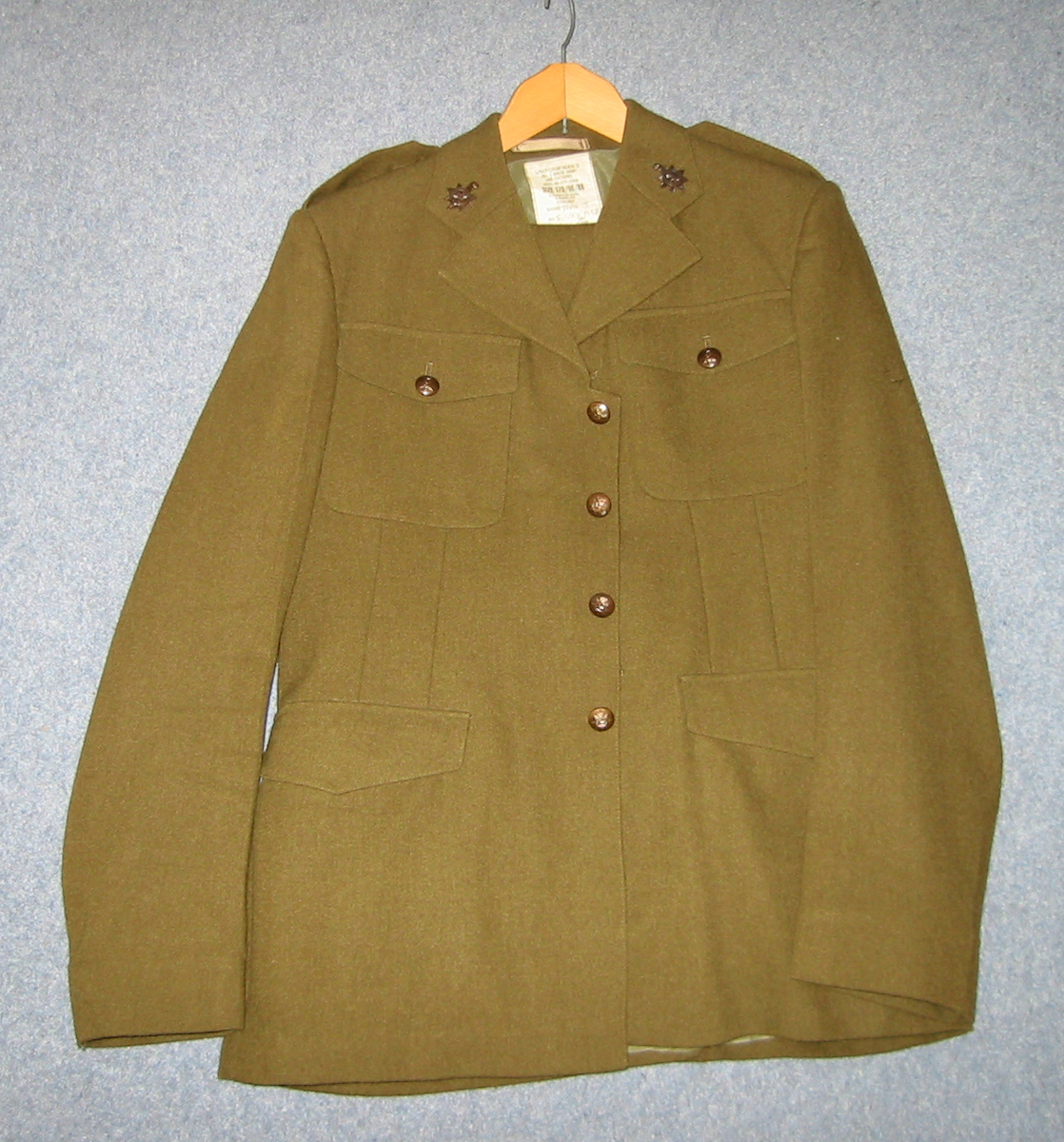
Veste khaki de l'armée britannique.

Le kaki ou khaki est un nom de couleur qui désigne une teinte brun jaunâtre, associée à l'uniforme militaire depuis les premières années du XXe siècle. Comme pour la plupart des couleurs, le nom « kaki » ne correspond pas à une nuance précise. Si on ne souhaite pas évoquer l'usage militaire, une teinte identique peut se désigner avec un autre nom, comme caca d'oie, poil de chameau, mastic, selon le cas.
La mode du XXIe siècle appelle kaki toutes les couleurs qui rappellent une tenue de combat militaire, y compris le vert armée ou vert militaire ou vert olive, un vert foncé terne.

## Origine du nom de couleur
Le terme kaki est emprunté à l'anglais, qui l'a adopté en Inde à l'époque du Raj britannique. Il vient de l'adjectif persan « khāki » (خاکی), signifiant « terreux », « poussiéreux ». D'abord passé en ourdou pour désigner un tissu utilisé pour des uniformes fabriqués en Inde pour l'armée britannique, ce mot orthographié en anglais « khaki » ou « khakee » en désigna rapidement la couleur. Le français emprunta khaki à l'anglais pour désigner le brun jaunâtre. Après quelques années, l'adjectif perdit son h, ce qui entraîna l'homonymie avec le nom, d'origine japonaise, du fruit kaki, qui est de couleur rouge-orange.

## Usage militaire

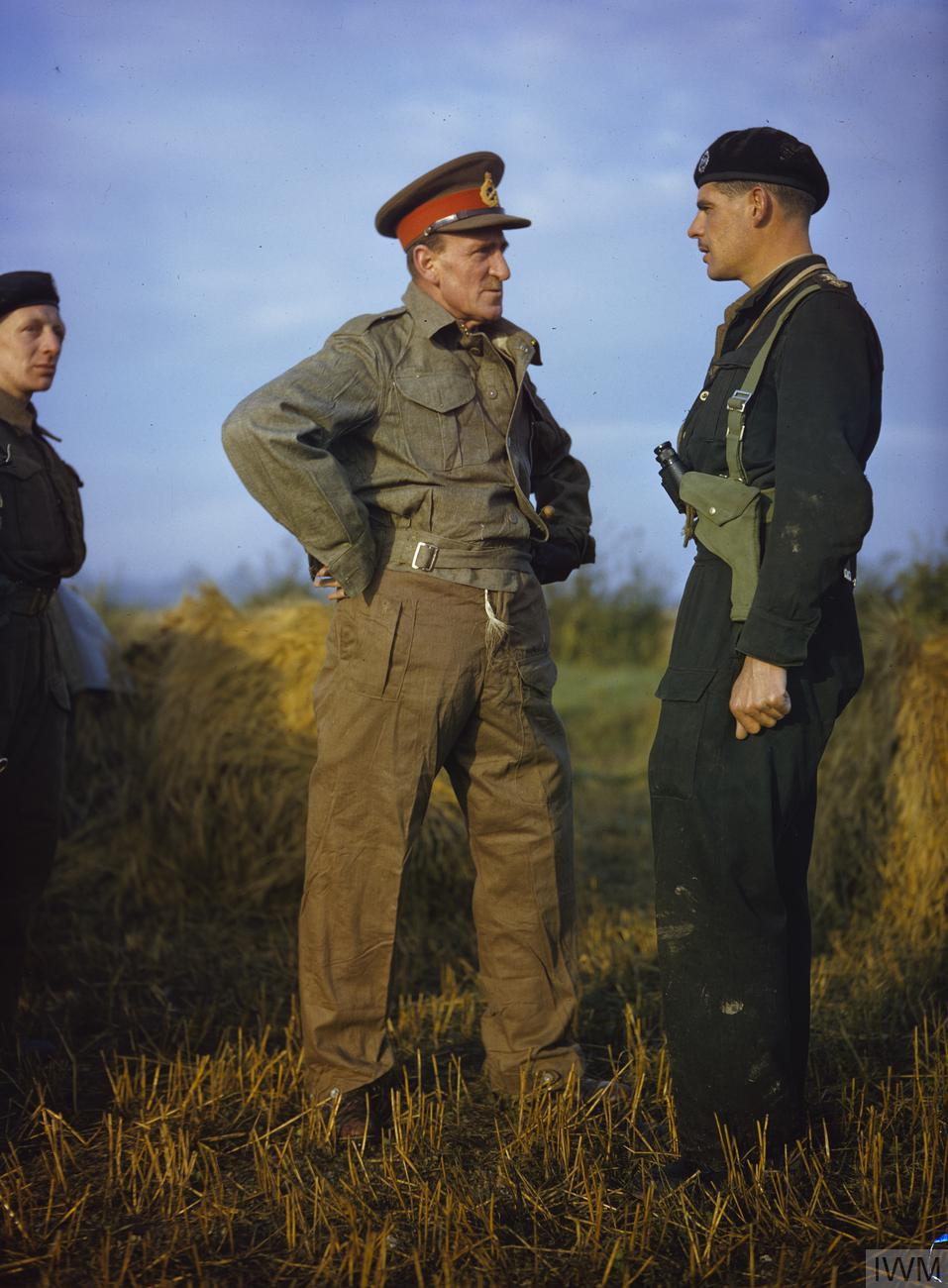
Par métonymie, on finit par appeler kaki toutes les couleurs de la tenue de campagne. Ici seul le pantalon du général britannique Paget (1942) est khaki au sens strict.

La couleur kaki est associée aux vêtements des armées de terre. Jusqu'au XIXe siècle, les soldats portaient des uniformes de couleurs vives, destinées à faire du soldat une personne remarquable parmi le peuple habillé de couleurs ternes ; sur les champs de bataille comme aujourd'hui sur les terrains de sport, la couleur permettait de reconnaître les groupes amis et adversaires.
L'uniforme kaki est pour la première fois utilisé dans le corps des guides (en) de l'Armée des Indes britanniques en 1848, sous le commandement de Sir Harry Lumsden (en). Par la suite, l'Armée britannique adopte des tenues de camouflage (couleur kaki, couleur sable) lors des campagnes militaires coloniales (expédition britannique en Éthiopie en 1868, guerre des Mahdistes de 1884 à 1899) pour pouvoir échapper au regard de l'ennemi et au feu de l'artillerie lourde. Lors de la seconde guerre des Boers de 1899 à 1902, toutes les troupes portent l'uniforme kaki, tenue rendue nécessaire par le développement de la poudre sans fumée à base de cordite, qui permet de remplacer les tirs de salve, au jugé dans la fumée, par des tirs ajustés individuellement. « Le khaki (...) est une composition tinctoriale, une teinture très employée aux Indes (...) une couleur qui rappelle celle d'un serin détrempé ; quelque chose entre le jaune et le vert », écrit en 1901 à l'attention de ceux qui n'en ont jamais vu la Bibliothèque universelle.
Les troupes coloniales françaises portent le kaki à partir de 1901. Les troupes métropolitaines l'adoptent seulement après la Première Guerre mondiale, en 1921, la transition du bleu horizon au vert armée et au kaki durant jusqu'en 1935.

### Kaki du web
Dans les applications informatiques HTML/CSS et SVG, les mots-clé khaki et darkKhaki appellent des codes de couleurs correspondant au sens premier de  kaki.
| Nom de couleur | Échantillon | Code hexadécimal | Code hexadécimal | Code hexadécimal | Code hexadécimal | Code RVB | Code RVB | Code RVB | Code CMJN | Code CMJN | Code CMJN | Code CMJN | Code TSL | Code TSL | Code TSL |
| -------------- | ----------- | ---------------- | ---------------- | ---------------- | ---------------- | -------- | -------- | -------- | --------- | --------- | --------- | --------- | -------- | -------- | -------- |
| khaki          |             | #                | F0               | E6               | 8C               | 240      | 230      | 140      | 0         | 4.2       | 41.7      | 5.9       | 54       | 39.2     | 74.5     |
| darkKhaki      |             | #                | BD               | B7               | 6B               | 189      | 183      | 107      | 0         | 3.2       | 43.4      | 25.9      | 25.9     | 56       | 58       |

## Mode et commerce
La mode a adopté la couleur et le nom de kaki pour le vêtement de ville peu après la guerre de Boers. Il est dans la liste des couleurs à la mode en 1904. En 1907, le kaki s'éloigne de la guerre : « le kaki étant à la mode, on fait la veste kaki avec la jupe à raies ou à carreaux bruns, ou beige et blanc aujourd'hui, ce sont les tulles ou les très légères gazes kaki dont on voile les transparences rosées ou pastels. J'ai vu ainsi une superbe toilette du soir en tulle kaki entièrement brodée de soie blonde et de tubes de cristal ton sur ton, sur transparent blanc ». En 1912, on note « le kaki violent, presque mandarine ».
Après la Première Guerre mondiale, on a aussi appelé la couleur des imperméables — ou trench-coats — kaki britanniques « mastic ». Dans les années 1970, les ventes de surplus militaire favorisent un intérêt des civils pour les vêtements kaki[réf. souhaitée]. Dix ans plus tard, en France, deux couturiers — Jean-Paul Gaultier et Jean-Charles de Castelbajac — introduisent des imprimés kaki dans leurs créations dès leurs premières collections. John Galliano utile le kaki dans une de ses collections en 2001.
Le « kaki » des couturiers et de la mode recouvre un champ beaucoup plus étendu que le kaki militaire, puisque même des gris-vert et des verts sombres peuvent être dénommés kaki.

### Paquet de cigarettes neutre
Le gouvernement australien a choisi en 2011 la couleur 448C du système Pantone, pour l'emballage du paquet de cigarettes neutre. En France, on désigne parfois cette couleur comme kaki.